# The Rough Dancer and the Cyclical Night (Tango Apasionado)
The Rough Dancer and the Cyclical Night (Tango Apasionado) es un álbum de estudio del músico argentino Astor Piazzolla. Fue editado en 1988. El álbum fue reeditado por Nonesuch Records más tarde en los años 1990.

## Producción
Grabado en la ciudad de Nueva York en 1987, el álbum fue producido por Kip Hanrahan y Astor Piazzolla. Esta música fue hecha originalmente para una representación teatral de la historia del tango. Piazzolla, quien toca el bandoneon, grabó el álbum junto a su Quinteto Tango Nuevo. Paquito D'Rivera tocó el saxofón en Rough Dancer. Pablo Ziegler y Pablo Zinger tocaron el piano; Zinger a su vez actuó de director musical de la producción teatral.[cita requerida] Horacio Malvicino tocó la guitarra eléctrica. Piazzolla escribió en las notas internas del álbum su deseo de que el álbum sonora como si fuese interpretado por "músicos medio borrachos en un burdel".

## Crítica
Robert Christgau señaló que Piazzolla está "más cerca de Bartok el compositor, que de Ellington, el orquestador, y tiende a limitar el espacio de improvisación". The Philadelphia Inquirer escribió que la música "conserva y embellece la sensualidad característica del tango tradicional".
AllMusic escribió que, "a diferencia de Zero Hour... Rough Dancer tiene una sensación más caprichosa, con los cambios a veces peligrosos en el tempo y el estado de ánimo del disco anterior que se manejan de manera más suave aquí". Al revisar un paquete de reedición, Don McLeese del Austin American-Statesman opinó que, "de una manera más allá de la forma o categoría, este (álbum) es uno de los más sublime y fascinante (álbumes) que jamás haya experimentado." El Los Angeles Daily News lo consideró "una joya tranquila" y "romántica, melódica y exuberante". The Plain Dealer concluyó que "documenta vívidamente las profundas raíces del compositor en la forma de danza tradicional y las atrevidas innovaciones de su nuevo tango".

## Lista de canciones
| N.º | Título                                     | Duración |  |
| 1.  | «Prologue (Tango Apasionado)»              |          |  |
| 2.  | «Milonga for Three»                        |          |  |
| 3.  | «Street Tango»                             |          |  |
| 4.  | «Milonga Picaresque»                       |          |  |
| 5.  | «Knife Fight»                              |          |  |
| 6.  | «Leonora's Song»                           |          |  |
| 7.  | «Prelude to the Cyclical Night (Part One)» |          |  |
| 8.  | «Butcher's Death»                          |          |  |
| 9.  | «Leijia's Game»                            |          |  |
| 10. | «Milonga for Three (Reprise)»              |          |  |
| 11. | «Bailongo»                                 |          |  |
| 12. | «Leonora's Love Theme»                     |          |  |
| 13. | «Finale (Tango Apasionado)»                |          |  |
| 14. | «Prelude to the Cyclical Night (Part Two)» |          |  |